# 1962년 아프리카 네이션스컵
1962년 아프리카 네이션스컵은 CAF가 주최한 세 번째 아프리카 네이션스컵이다. 이 경기는 1962년 1월 14일부터 1월 20일까지 에티오피아에서 열렸으며 모두 9개국이 예선에 참가했다. 이 적은 참가국 때문에 4개 팀만이 결승 토너먼트로 올라섰고, 아랍 연합 공화국과 에티오피아의 경기는 결승전에서 에티오피아가 16분만에 두 골을 뽑아냄으로써 첫 번째 우승컵을 들어올렸다.

## 예선

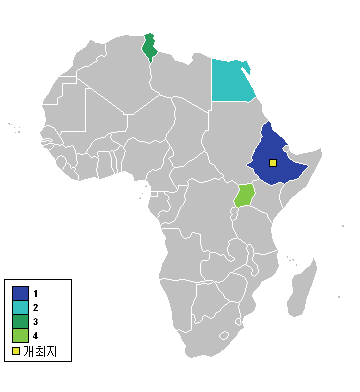
본선 참가국

- 에티오피아는 개최국으로서 자동으로 본선에 합류했다.
- 아랍 연합 공화국은 지난 아프리카 네이션스컵 우승자로서 본선에 합류했다.

9개국이 예선에 참가해 4개국이 본선에 진출했다.
이 팀들은 에티오피아와 아랍 연합 공화국을 제외한 본선에 진출한 2개국이다.
- 우간다
- 튀니지

이 팀들은 예선에서 탈락한 4개국이다.
- 모로코
- 가나
- 나이지리아
- 케냐

## 경기 결과
|  | 준결승전                | 준결승전         |                         |   | 결승전 | 결승전 |
|  |                         |                  |                         |   |        |        |
|  | 1월 14일 - 아디스아바바 |                  |                         |   |        |        |
|  |                         |                  |                         |   |        |        |
|  | 에티오피아              | 4                |                         |   |        |        |
|  | 에티오피아              | 4                | 1월 21일 - 아디스아바바 |   |        |        |
|  | 튀니지                  | 2                |                         |   |        |        |
|  | 튀니지                  | 2                | 에티오피아              | 4 |        |        |
|  | 1월 18일 - 아디스아바바 |                  | 에티오피아              | 4 |        |        |
|  |                         | 아랍 연합 공화국 | 2                       |   |        |        |
|  | 아랍 연합 공화국        | 아랍 연합 공화국 | 2                       | 2 |        |        |
|  | 아랍 연합 공화국        |                  |                         | 2 |        |        |
|  | 우간다                  | 1                |                         |   |        |        |
|  | 우간다                  | 1                |                         |   |        |        |

### 4강전
| 에티오피아                                                 | 4 – 2  | 튀니지            |
| ---------------------------------------------------------- | ------ | ----------------- |
| 루시아노 바살로 32′ (페널티킥) 75′ · 기르마 36′ · 월쿠 69′ | 리포트 | 체리프 · 메리치코 |

| 아랍 연합 공화국        | 2 – 1  | 우간다     |
| ----------------------- | ------ | ---------- |
| 셀림 1′ · 압델 파타 50′ | 리포트 | 조나단 36′ |

### 3·4위전
| 튀니지                      | 3 – 0  | 우간다 |
| --------------------------- | ------ | ------ |
| 드 제디디 · 체리프 · 메다브 | 리포트 |        |

### 결승전
| 에티오피아                                      | 4 – 2 (연장전) | 아랍 연합 공화국  |
| ----------------------------------------------- | -------------- | ----------------- |
| 기르마 74′ · 월쿠 84′ 117′ · 이탈로 바살로 101′ | 리포트         | 압델 파타 35′ 75′ |

## 우승 팀
| 1962년 아프리카 네이션스컵 우승 팀 |
| ---------------------------------- |
| 에티오피아 첫 번째 우승            |

## 득점자
| 3 골 - 멘기스투 월쿠 - 바다위 압델 파타 2 골 - 기르마 테클 - 몬세프 체리프 | 1 골 - 이탈로 바살로 - 루시아노 바살로 - 살레흐 셀림 - 드 제디디 - 라체드 메다브 - 메리치코 - 조나단 |

## 팀 득점 기록
7 골
- 에티오피아

 5 골
- 튀니지

 4 골
- 아랍 연합 공화국

 1 골
- 우간다